# Arthur Honegger
 Der er for få eller ingen kildehenvisninger i denne artikel, hvilket er et problem. Du kan hjælpe ved at angive troværdige kilder til de påstande, som fremføres i artiklen.

Arthur Honegger (10. marts 1892 i Le Havre – 27. november 1955 i Paris) var en schweizisk-fransk komponist og en af den moderne musiks forgrundsfigurer. Meget produktiv og ivrig efter at beskrive omdannelserne i samfundet som kunst og sport. Honegger skrev for teater, radio og biografer (det var tiden for stumfilm) samt for koncertsalen: balletter, sange, kammermusik , filmmusik, operaer, oratorier samt fem symfonier. Også en ny genre Mouvements Symphoniques (bevægelses symfonier), som illustrerer sport og maskineri, hører med i hans repertoire.
Honegger blev født i Frankrig af schweiziske forældre, og selv om han det meste af livet opholdt sig i Frankrig, slap han aldrig forbindelsen til Schweiz. Han studerede harmonilære og violin i Paris. Efter kort tid på Konservatoriet i Zürich begyndte han (1911) at studere violin på Paris Konservatorium, hvor han mødte Darius Milhaud og Jacques Ibert. Da han 1918 forlod akademiet, havde han allerede komponeret melodier, sin første kvartet og et symfonisk digt.
Honegger var med i kredsen af yngre komponister omkring Erik Satie – kredsen, som senere blev kendt som Les Six. Et af hans kendteste værker er oratoriet Jeanne d'Arc på bålet (Jeanne d'Arc au Bûcher) fra 1935. Det oftest fremførte orkesterværk er Pacific 231, som er en efterligningen af et damplokomotiv. Fra 2. verdenskrigs begyndelse og indtil sin død, skrev Honegger symfonierne to til fem). De regnes blandt de mest magtfulde symfoniske værker fra det 20. århundrede.

## Udvalgte værker
- Symfoni nr. 1 (1930) - for orkester
- Symfoni nr. 2 (1941) - for trompet og strygeorkester
- Symfoni nr. 3 (1946) "Liturgisk - De Profundis" - for orkester
- Symfoni nr. 4 "Basel glæder" (1946) - for orkester
- Symfoni nr. 5 "At være" (1950) - for orkester
- "Pacific 231" (1923) - for orkester
- "Rugby" (1928) - for orkester